# Іванов Сергій Володимирович (журналіст)
Сергій Володимирович Іванов (нар. 26 серпня 1976, Зимогір'я) — український журналіст, політтехнолог, колишній прокурор, телеведучий, публіцист, громадський діяч, письменник. Ведучий ютюб-каналу «Ісландія».
Син Володимира Іванова, колишнього народного депутата України від «Партії регіонів».

## Життєпис
Народився 26 серпня 1976 року в Луганської області, УРСР.
Батько — Володимир Іванов, з 1998 до 2006 року був депутатом Луганської облради, e 2006—2007 роках був депутатом Верховної Ради V скликання від Партії регіонів. Багато років обіймав посаду заступника голови Луганської облдержадміністрації.

### Освіта
У 1998 році закінчив Східноукраїнський університет за спеціальністю «правознавство». Здобув кваліфікацію юриста.

### Рання кар'єра
1994—1995 — юрисконсульт у Луганській філії «Брокбізнесбанку».
1998—2008 — працював на прокурорсько-слідчих посадах в органах прокуратури Луганської області.
2008—2010 — заступник директора ГО «Академія регіонального розвитку та співробітництва», шеф-редактор інтернет-видання «Східний варіант».
2010—22 січня 2014 — працював у ГУ Міндоходів у Луганській області. З посади був звільнений через публічну підтримку Євромайдану та критику місцевої та центральної влади.
З січня по вересень 2014 року — шеф-редактор інтернет-видання «Східний варіант».
У травні 2014 року після окупації Луганська змушений був переїхати до Києва. У липні 2016 року бойовики т. з. «ЛНР» оголосили Сергія Іванова в розшук.

### Медійна діяльність
З 2009 по 2014 роки вів авторську колонку на сайті «Східний варіант», блог «applecrysis» на Луганському порталі «ТОП» та у LiveJournal.
З травня 2014 по листопад 2015 року співпрацював з виданням «Українська правда». Припинив співпрацю, звинувативши власників видання в цензурі.
З грудня 2014 року співпрацював з інтернет-ресурсом «Цензор.нет» як журналіст і блогер. Писав статті для різних ЗМІ, зокрема: «Фокус», ЛІГА.net.
З середини травня 2016 року брав участь у ефірах авторського проєкту Романа Скрипіна — skrypin.ua і UMN. На початку вересня 2016 року очолював портал Еспресо TV.
З початку жовтня 2016 року по липень 2019 року Іванов разом з Наталею Мосейчук був ведучим ток-шоу «Право на владу» на телеканалі 1+1. З осені 2019 року веде авторську програму «Антиподи». Ефіри виходять на телеканалі Ісландія та YouTube-каналі ISLND TV.
У 2020 році Сергій Іванов за шість днів до місцевих виборів випустив документальний фільм з ознаками «джинси» під назвою «Битва за Ірпінь» за участі колишнього мера Ірпеня Володимира Карплюка, якого багато років звинувачують у незаконному землевідведенні, лобіюванні інтересів афілійованих забудовників і незаконному збагаченні. 
У листопаді 2020 року радник керівника ОПУ Михайло Подоляк повідомив, що Іванов працює на Офіс Президента України Зеленського в групі блогерів, які в соцмережах поширюють інформацію про позитивні тренди політики. Сам Сергій Іванов спростував це. За джерелами інтернет-видання «Бабель» в Офісі Президента України, Сергій Іванов співпрацював з колишнім заступником голови ОП Кирилом Тимошенком. 

#### Сексистські скандали
Протягом 2023—2024 років, у співавторстві з Володимиром Петровим, на YouTube-каналі «Ісландія», Сергій Іванов неодноразово негативно висловлювався в бік Марії Єфросиніної, співачки alyona alyona та принижував їх.
На висловлювання Петрова та Іванова alyona alyona відреагувала в Instagram. Вона нагадала, що це не перша публічна образа з їхнього боку на її адресу. Співачка опублікувала інше відео, у якому ведучі «Ісландії» називали її «хабалкою» й обговорювали, за якої умови посадили б її «собі на ручки». Вона додала, що їй соромно чути такі репліки в українському інформаційному просторі і вона думає подати до суду на Іванова та Петрова.
Телеведуча Маша Єфросиніна також відреагувала на скандал з alyona alyona, заявив, що вона «чи не найперша жінка, з якої вони почали оббивання своїх мізогінних наративів». І додає, що вона «ніколи не привертала уваги до цього». «Для мене вони просто як вуличний смітник, повз який я щоранку проходжу, не повертаючи голови», — зауважила Єфросиніна.
Також Маша Єфросиніна вважає, що «неможливо закенселити те, що з самого початку не мало соціальної ваги та репутації».

## Політика
У червні 2014 року став одним зі співзасновників партії «Воля». Після внутрішньопартійного конфлікту перед парламентськими виборами, вийшов з партії та припинив політичну діяльність.
З 2014 року — член Громадської організації «Громадський люстраційний комітет». Офіційне членство в організації отримав 5 червня 2015 року.
У жовтні 2014 року був обраний до складу Громадської ради з питань люстрації при Міністерстві юстиції України. Офіційне оголошення складу Громадської ради відбулось 24 жовтня 2014 року.
У листопаді 2014 року став членом Громадської ради з питань очищення й оновлення СБУ.
У березні 2018 року став членом Ради громадського контролю Державного бюро розслідувань.

## Погляди
У 2014 році Іванов виступив з критикою Ірини Фаріон. Він заявив, що Росія використала Фаріон для загострення ситуації на Донбасі, провокуючи мовне питання.

| Сьогодні у «Свободі» є багато порядних людей, які допомогли нам із законом про люстрацію. Але є й такі, як товариш Фаріон, – провокатори. Я невипадково називаю її товаришем, оскільки комуністів колишніх не буває. Ця людина свідомо спровокувала ситуацію, і це призвело до невідворотних наслідків. Я стверджую, що цей закон був поданий до парламенту завдяки спецоперації російських спецслужб, тому що кращого приводу за те, щоб вивести тисячі люмпенів і дати їм привід щось захищати, придумати було важко. |
| — Сергій Іванов |

А вже у 2021 році Іванов змінює своє ставлення до Фаріон і записує з нею велике інтерв'ю, в якому він навіть не запитує, чому вона стільки років категорично заперечувала членство у КПРС.

## Оцінки діяльності
Низка українських ЗМІ, журналістів, політиків називають Іванова «чорним політтехнологом» та «медіакілером», а його діяльність характеризують як «політична джинса». Інтернет-видання «Бабель» зазначає, що Сергій Іванов «замість фактів» використовує в своїх сюжетах «викривальні ознаки».  
Український журналіст Дмитро Гордон називає Сергія Іванова «найближчим соратником та другом» пропагандиста Володимира Петрова. На думку Гордона, Іванов і Петров є «медіакілерами, які працюють на догоду Росії».

## Творчість
З 1993 до 1998 року був вокалістом та автором пісень альтернативного гурту «Crazy Apples».
У 2013 році у Луганську вийшла збірка оповідань Сергія Іванова «ПротивоРечия».
У червні 2016 року видавництво «Фоліо» видало оновлену збірку оповідань Іванова «ПротивоРечия».
У лютому 2018 року взяв участь у проєкті Саши Пролетарського та Олега Каданова Irreversibly. Vol 1, записавши індастріал-трек «Молчу языком оккупанта (Без пауз)» на вірш Пролетарського.
У 2021 році Сергій знявся в художньому фільмі Романа Бондарчука «Редакція». Прем'єра фільму відбулася на Берлінському міжнародному кінофестивалі у лютому 2024 року.

## Сім'я
- Син Іванов Владислав — гітарист рок-гурту the feels[46][47][48];
- Батько — Іванов Володимир Михайлович, колишній народний депутат України від «Партії регіонів», кандидат педагогічних наук, Заслужений працівник освіти України;
- Мати — Іванова Любов Єгорівна.